# Chiesa dei Santi Ippolito e Cassiano (Zone)
La chiesa dei Santi Ippolito e Cassiano è un edificio di culto della località Remignano di Zone, in provincia e diocesi di Brescia, e inserita nella zona pastorale del Sebino.

## Storia
La chiesa fu edificata nel Quattrocento in prossimità dell'antica via romana e come luogo di accoglienza e di fede per i viaggiatori. La chiesa è posta in prossimità dell'antica chiesa di San Giorgio. L'edificio si presenta nella struttura originaria. Nel XVI secolo furono realizzati i dipinti e fu edificato l'altare maggiore. L'edificio fu poi nel Settecento dedicato alla Madonna, tanto da essere conosciuto come il santuario della Madonna di san Cassiano.
La torre campanaria è stata innalzata nella seconda metà del Seicento. Nel 1854 la chiesa è stata completata con l'organo opera della ditta Carlo Perolini. Nel 1884 la chiesa subì dei danni che furono riparati nel secolo successivo.

## Descrizione

### Esterno
L'edificio di culto è raggiungibile da una lunga gradinata, dove trovano spazio otto cappelle devozionali edificate come voto di pace nel secondo dopo guerra. Il fronte principale a capanna, è anticipato da un protiro con tre aperture e due colonne che reggono le arcate a tutto sesto. Il portale centrale ha il contorno in pietra di Sarnico e una lunetta affrescata, raffigurante la Madonna in trono col Bambino tra i santi Cassiano e Zenone. Il lato sinistro ospita il grande affresco settecentesco raffigurante san Cristoforo.

### Interno

#### Aula
La struttura molto semplice nella parte esterna, colpisce nell'unica aula che ospita affreschi quattrocenteschi di autore ignoto, ma collegabili alla bottega del Floriano Ferramola, posti sulla terza campata e sulla cappella del presbiterio. L'aula divisa in tre campate da grandi archiacuti poggianti su alti basamenti, tipici dell'architettura gotica del territorio. La copertura lignea a due falde conserva tavelle dipinte con la copertura a coppi- La parte antiche è la zona absidale che presenta due aperture risalenti a una ristrutturazione successiva e gli affreschi raffiguranti storie della Passione di Cristo inseriti in cornici dipinte. La prima campata ospita l'affresco, opera di un artista locale non particolarmente importante, e raffigurante le sante Barbara e Lucia a figura intera, entrambe con i loro attributi, la torre per santa Barbara e il piatto con gli occhi per Lucia dipinta con un lungo abito giallo a pieghe. Sono poste di fronte a un palazzo. La parte opposta corrispondente ospita gli affreschi raffiguranti le sante Caterina d'Alessandria con la ruota e Apollonia con le tenaglie del martirio. Entrambe indossano abiti riccamente dipinti e sono avvolte in un drappo rosso che suggerisce una datazione cinquecentesca. Un affresco inserito in una cornice dipinta è posto successivamente raffigurante Madonna in trono con Bambino e santi Francesco di Paola e Luigi Gonzaga. La Vergine è raffigurata posta sulle nubi con il mantello azzurro su veste rossa, e il Bambino in piedi sulle sue ginocchia è benedicente. Il dipinto sarebbe attribuibile a Domenico Voltolini.
Sul lato sinistro vi è cantoria decorata con l'organo a canne. La ricchezza dei dipinti è posta nella terza campata, raffiguranti le storie di Cristo che purtroppo non conservano più il colore originare per i numerosi rimaneggiamenti compiuti nel tempo.
L'arco trionfale è decorato con il grande dipinto della Crocifissione. La pittura è quella tipica del Quattrocento con Cristo posto centrale, con il capo chino e ai suoi piedi Maria Maddalena, raffigurata con i capelli biondi, mentre a sinistra la Madonna sostenuta da tre pie donne, e a destra san Giovanni. I personaggi sono inseriti in un paesaggio montano, in prossimità di un corso d'acqua. Ai lati vi sono immagini degli ultimi giorni della vita di Gesù, con l'ingresso trionfale in Gerusalemme, l'ultima cena sul lato sinistro e corrispondente a destra le fasi dell'arresto e del processo con il martirio. Le Storie di Gesù sono desunte dal Vangelo di san Luca. Tra i diversi riquadri vi è leggibile la scritta che documenta il restauro del XIX secolo: G.F.A.NEMBRINI LI 3 SETT.1884.
Ai lati vi sono due dipinti che fungono da pala d'altare: La Madonna in trono con Bambino tra i santi Ippolito e Cassiano titolari, a sinistra e corrispondente Madonna in adorazione del Bambino con santi, forse sant'Antonio abate e un vescovo, le condizioni del dipinto non permettono una sicura identificazione.

#### Presbiterio e abside
La volta a crociera presenta centrale la raffigurazione di Cristo Pantocrator e nelle vele le figure dei quattro evangelisti con i quattro dottori della Chiesa. La parete a sinistra ospita il dipinto raffigurante i santi Anna e Gioacchino eseguito nei primi anni del Cinquecento: i santi sono raffigurati con i lineamenti che indicano la loro età avanzata. Il santo indica il centro della zona presbiteriale, probabilmente per portare all'attenzione un affresco andato perduto. Il lato corrispondente presenta pitture votive di santi. La parte lunettata è decorata con il dipinto della Madonna in trono col Bambino. Il trono ha forma rinascimentale e il piccolo Bambino è disteso sulle sue ginocchia, come molte volte è raffigurato nel quattrocento lombardo.